# Wolfram Research
Wolfram Research – przedsiębiorstwo informatyczne, część Wolfram Group składającej się z Wolfram Research Inc., Wolfram Media Inc., Wolfram Research Europe Ltd. w Wielkiej Brytanii i Wolfram Research Asia Ltd. w Japonii. Założycielem przedsiębiorstwa jest naukowiec Stephen Wolfram.
Czołowym produktem Wolfram Research jest program matematyczny Mathematica, którego inicjatorem jest Stephen Wolfram.